# Liste der Kulturdenkmale in Chemnitz-Schönau
In der Liste der Kulturdenkmale in Chemnitz-Schönau sind die Kulturdenkmale des Chemnitzer Stadtteils Schönau verzeichnet, die bis September 2024 vom Landesamt für Denkmalpflege Sachsen erfasst wurden (ohne archäologische Kulturdenkmale). Die Anmerkungen sind zu beachten.
Diese Aufzählung ist eine Teilmenge der Liste der Kulturdenkmale in Chemnitz.

## Liste der Kulturdenkmale in Chemnitz-Schönau
| Bild           | Bezeichnung | Lage | Datierung | Beschreibung | ID       |
| -------------- | --- | --- | --- | --- | -------- |
|                | Mietshaus in halboffener Bebauung mit Vorgarten | Bahnstraße 10 (Karte) | Bezeichnet mit 1900 | Qualitätvoller Mietsbau mit ausgewogener, gut erhaltener Fassadengliederung, baugeschichtlich von Bedeutung | 09203493 |
|                | Villa mit Garten | Bahnstraße 12 (Karte) | Um 1900 | Kleiner, qualitätvoller Villenbau mit charakteristischem Giebelschmuck, baugeschichtlich von Bedeutung | 09203510 |
| Weitere Bilder | Ehemalige Schule, heute Senioren-Wohnheim, mit vorgelagerter Gartenanlage | Carl-Hertel-Straße 1 (Karte) | Um 1890 | Markanter, kubisch geschlossener Schulbau in Neorenaissanceformen, prägend für das Ortsbild, weitestgehend unverändert, baugeschichtlich von Bedeutung | 09203488 |
|                | Mietshaus in halboffener Bebauung (bauliche Einheit mit Stelzendorfer Straße 7), mit Vorgarten | Carl-Hertel-Straße 12 (Karte) | 1913–1914 | Zurückhaltend, jedoch anspruchsvoll gestaltetes Mietshaus mit knappem geometrischem Dekor, weitestgehend unverändert, baugeschichtlich von Bedeutung. Das Wohngebäude wurde als Teil eines Doppelhauses und Bestandteil einer kleinen Wohnanlage zur Stelzendorfstraße in den Jahren 1913 und 1914 für den Schneidermeister Oswald Albin Glauche durch den Baumeister Johannes Landgraf errichtet. Den Entwurf für das Sechsfamilienwohnhaus lieferte der Architekt und Baumeister A. Nürnberger, der in der Chemnitzer Pestalozzistraße 19 ein Atelier für Architektur unterhielt. In jeder Etage wurden zwei Wohnungen mit zwei Stuben, Schlafstube, Küche mit Austritt und ganz modern mit Bad und Innentoilette eingerichtet. Im Erdgeschoss wohnte der Bauherr selbst und richtete sich eine Schneiderwerkstatt ein. Der zweigeschossige Putzbau mit ausgebautem Mansardgeschoss und hohem, spitz übergiebeltem Dacherker zur Carl-Hertel-Straße lag in Blickbeziehung zur ortsbekannten Schönauer Gastwirtschaft „Zum Hirsch“ (Carl-Hertel-Straße 8). Bemerkenswert ist die qualitätvolle erhaltene Ausstattung, etwa hölzerne Blumenkästen mit Ablauf, Fenster, farbig bleiverglaste Treppenhausfenster und die rückwärtige Hauseingangstür. Der Denkmalwert ergibt sich aus seiner baugeschichtlichen und ortsentwicklungsgeschichtlichen Bedeutung. | 09203490 |
|                | Wohnhaus mit Garten und Hinterhaus | Carl-Hertel-Straße 17 (Karte) | 2. Viertel 19. Jahrhundert | Schlichter, aber sehr charakteristischer kleiner Wohnbau, vollkommen unverändert erhalten, baugeschichtlich von Bedeutung | 09203482 |
|                | Doppelmietshaus (mit Zwickauer Straße 283) in Ecklage | Edisonstraße 2 (Karte) | Bezeichnet mit 1902 | Anspruchsvoll gestaltete Mietwohnbauten mit charakteristischen, als Stufengiebel ausgebildeten Dacherkern, siehe auch unter Zwickauer Straße 283, baugeschichtlich von Bedeutung | 09203494 |
| Weitere Bilder | Friedhof Schönau (Sachgesamtheit) | Friedhofstraße (Karte) | 1905 | Sachgesamtheit Friedhof Schönau, mit den Einzeldenkmalen: Friedhofskapelle, denkmalwerte Grabstätten (siehe 09203480) und der gärtnerischen Friedhofsgestaltung (Gartendenkmal); rechteckige Friedhofsanlage mit originaler Alleebepflanzung, neoromanische Friedhofskapelle mit reichen Schmuckdetails in Porphyr, gartenkünstlerisch, ortsgeschichtlich und baugeschichtlich von Bedeutung | 09302653 |
| Weitere Bilder | Friedhofskapelle, Gräberfeld für Gefallene des Zweiten Weltkrieges und denkmalwerte Grabstätten (Einzeldenkmale der Sachgesamtheit 09302653) | Friedhofstraße (Karte) | 1905 | Einzeldenkmale der Sachgesamtheit Friedhof Schönau; neoromanische Friedhofskapelle mit reichen Schmuckdetails in Porphyr, baugeschichtlich von Bedeutung, Denkmalwert der Grabmäler ergibt sich aus der ortsgeschichtlichen und künstlerischen Bedeutung | 09203480 |
| Weitere Bilder | Wohnhaus | Friedhofstraße 12 (Karte) | 1. Drittel 19. Jahrhundert | Kleiner ländlicher Wohnbau mit markantem Steildach und sichtbarer Fachwerkkonstruktion im Obergeschoss, in gutem Zustand, baugeschichtlich von Bedeutung | 09203477 |
|                | Wohnhaus | Friedhofstraße 16 (Karte) | 2. Drittel 19. Jahrhundert | Kleiner ländlicher Wohnbau, seltener eingeschossiger Haustyp, sehr gut erhalten, baugeschichtlich von Bedeutung | 09203481 |
| Weitere Bilder | Bahnwärterhaus | Friedhofstraße 18 (Karte) | Um 1900 | Schlichter Backsteinbau, erhaltenswert aufgrund des Funktionszusammenhangs mit dem nahegelegenen ehemaligen Bahnübergang, eisenbahngeschichtlich von Bedeutung | 09203523 |
|                | Wohnhaus mit Garten | Gartenweg 5 (Karte) | 1. Drittel 19. Jahrhundert | Stattlicher ländlicher Wohnbau mit mächtigem Schopfwalmdach, im Obergeschoss unter Verkleidung Fachwerkkonstruktion erhalten, baugeschichtlich von Bedeutung | 09203512 |
|                | Wohnhaus mit Garten und Einfriedung | Göbelstraße 1 (Karte) | Um 1930 | Anspruchsvoller, sachlicher Putzbau mit markanter Backsteingliederung, außergewöhnlich gestaltete Balkone, baugeschichtlich von Bedeutung | 09203522 |
|                | Mietvilla mit Garten und Einfriedung | Guerickestraße 18 (Karte) | Um 1910 | Schlichter Wohnbau mit mächtigem Mansarddach, weitestgehend unverändert erhalten, baugeschichtlich von Bedeutung | 09203520 |
|                | Villa mit Garten | Guerickestraße 25 (Karte) | Um 1925 | Strenger, anspruchsvoll gestalteter Villenbau der 1920er Jahre, symmetrische Fassadengestaltung, baugeschichtlich von Bedeutung | 09203501 |
|                | Villa mit Garten und Einfriedung | Guerickestraße 26 (Karte) | Um 1920 | Streng gegliederter Villenbau im Reformstil der Zeit um 1920, mit weitgehend erhaltener Innenausstattung, baugeschichtlich von Bedeutung | 09203499 |
| Weitere Bilder | Schule mit Vorgarten, Einfriedung, zwei Torbauten und Treppenanlagen | Guerickestraße 38 (Karte) | Bezeichnet mit 1913–1914 | Repräsentativer Schulbau mit markantem Dachreiter in beherrschender Lage, aufwendig gestaltete Details, Vestibül mit Stuck und Marmorverkleidung, baugeschichtlich und ortsgeschichtlich von Bedeutung | 09203497 |
|                | Wohnhaus mit Garten und Einfriedung | Guerickestraße 43 (Karte) | 1923 | Qualitätvoller Art-Déco-Bau mit blauer Fassade und zahlreichen erhaltenen Details im Inneren, baugeschichtlich von Bedeutung | 09203454 |
|                | Wohnhaus mit Garten | Guerickestraße 45 (Karte) | Um 1930 | Qualitätvoller Wohnbau mit markantem, halbrund vorkragendem Treppenhaus und knappem expressionistischem Bauschmuck, baugeschichtlich von Bedeutung | 09203496 |
| Weitere Bilder | Mietshaus mit Vorgarten, Einfriedung und Rückgebäude | Gustav-Wünsch-Straße 8 (Karte) | Um 1900 | Anspruchsvoll gestalteter Mietsbau mit charakteristischer Fassade aus mehrfarbigen Ziegelverblendern, weitgehend unverändert, baugeschichtlich von Bedeutung | 09203507 |
|                | Wohnhaus | Gustav-Wünsch-Straße 11 (Karte) | 1. Drittel 19. Jahrhundert | Typischer ländlicher Wohnbau mit sichtbarer Fachwerkkonstruktion im Obergeschoss, baugeschichtlich von Bedeutung | 09203506 |
|                | Villa mit Garten und Einfriedung | Liliencronstraße 1 (Karte) | Um 1925 | Traditionalistischer Wohnhausbau mit noch originalen Baudetails, städtebaulich wirksame Lage, baugeschichtlich von Bedeutung | 09203442 |
|                | Villa mit Garten und Einfriedung | Liliencronstraße 2 (Karte) | Um 1925 | Traditionalistischer Bau in originalem Erhaltungszustand, schöner unveränderter Eingangsvorbau, baugeschichtlich von Bedeutung | 09203443 |
|                | Wohnhaus mit Garten und Einfriedung | Liliencronstraße 5 (Karte) | Um 1925 | Schlichter, monumentaler Putzbau im Reformstil der Zeit nach 1910, baugeschichtlich von Bedeutung, baugeschichtlich von Bedeutung | 09203441 |
| Weitere Bilder | Wohnhaus mit Garten und Einfriedung | Liliencronstraße 9 (Karte) | Um 1925 | Original erhaltener Putzbau, barockisierende Architekturelemente, baugeschichtlich von Bedeutung | 09203440 |
|                | Wohnhaus mit Garten und Einfriedung | Liliencronstraße 12 (Karte) | Um 1925 | Schlichter Putzbau im Reformstil der Zeit nach 1910, in originalem Erhaltungszustand, baugeschichtlich von Bedeutung | 09203439 |
|                | Wohnhaus mit Garten und Einfriedung | Liliencronstraße 14 (Karte) | 1930 | Schlichtes, aber qualitätvolles Wohnhaus in Holzbauweise mit rotem Ziegelsockel, unverändert erhalten, baugeschichtlich von Bedeutung | 09203438 |
|                | Villa mit Garten und Einfriedung | Nansenstraße 1 (Karte) | Um 1910 | Zurückhaltender, aber qualitätvoller Villenbau mit ländlichen Formmotiven (Fachwerk) in gutem Zustand, baugeschichtlich und ortsgeschichtlich von Bedeutung | 09303184 |
|                | Villa mit Garten und Einfriedung | Nansenstraße 2 (Karte) | Mitte 1920er Jahre | Zurückhaltender, aber anspruchsvoll gestalteter Villenbau mit expressionistischen Formanklängen, in gutem Zustand, baugeschichtlich von Bedeutung | 09203432 |
|                | Villa mit Garten | Nansenstraße 3 (Karte) | Um 1910 | Zurückhaltender, aber qualitätvoller Villenbau mit ländlichen Formmotiven (Fachwerk), baugeschichtlich und ortsgeschichtlich von Interesse, in städtebaulich wichtiger Ecklage | 09303186 |
|                | Mietvilla mit Garten und Einfriedung | Nansenstraße 7 (Karte) | Um 1910 | Monumentales Gebäude mit massivem Runderker, Fachwerkgiebel und rustiziertem Stützpfeiler an einer Gebäudekante, weitestgehend original, baugeschichtlich von Bedeutung | 09203428 |
|                | Villa | Nansenstraße 9 (Karte) | Um 1910 | Zurückhaltender, aber qualitätvoller Wohnbau mit ländlichen Formmotiven (Fachwerk) in gutem Zustand, Paradebeispiel für Reformbaukunst Anfang des 20. Jahrhunderts, gestalterisch höchst anspruchsvoll, baugeschichtlich und künstlerisch bedeutend | 09203429 |
|                | Villa mit Garten | Nansenstraße 10 (Karte) | Um 1910 | Einfacher Villenbau, ländliche Formmotive, weitgehend original, baugeschichtlich von Bedeutung | 09203430 |
|                | Villa mit Garten | Nansenstraße 14 (Karte) | Um 1910 | Einfacher kleiner Villenbau, ländliche Formmotive, guter Zustand, baugeschichtlich von Bedeutung | 09203431 |
|                | Villa und Garten (im Garten Treppenaufgang und historische Kanalabdeckung) | Nansenstraße 15 (Karte) | 1920er Jahre (Villa); bezeichnet mit 1926 (Kanalabdeckung) | Imposanter Villenbau in beherrschender Lage mit markanter Eingangsgestaltung, baugeschichtlich von Bedeutung | 09203433 |
|                | Villa mit Garten und Einfriedung | Parsevalstraße 1 (Karte) | 2. Hälfte 1920er Jahre | Zurückhaltender, aber anspruchsvoller Wohnbau mit feinabgestufter Putzgliederung, baugeschichtlich von Bedeutung | 09203519 |
|                | Villa mit Garten und Einfriedung | Parsevalstraße 3 (Karte) | 1920er Jahre | Repräsentativer Wohnbau mit säulengestütztem Balkon und seitlichem, halbrundem Vorbau, weitestgehend unverändert, baugeschichtlich von Bedeutung | 09203503 |
|                | Wohnhaus in offener Bebauung, mit angefügter Garage und Garten | Parsevalstraße 6 (Karte) | 1931 | Sachlich gestalteter Putzbau mit zeitgleicher Innenausstattung in sehr gutem Originalzustand von baugeschichtlichem Wert | 09248101 |
|                | Mietvilla mit Garten | Parsevalstraße 8 (Karte) | Um 1910 | Repräsentativer Wohnbau mit markantem Eckturm und neobarocken Zierformen, baugeschichtlich von Bedeutung | 09203504 |
| Weitere Bilder | Werkssiedlung der Wanderer-Werke (Sachgesamtheit) | Peter-Mitterhofer-Straße 1 bis 8 (Edisonstraße 6, 8, 10, 12; Karl-Drais-Straße 1, 3, 5, 7, 9, 11) (Karte)                                 | 2. Hälfte 1930er Jahre | Sachgesamtheit Werkssiedlung der Wanderer-Werke: Siedlung mit acht Mehrfamilienwohnhäusern (Peter-Mitterhofer-Straße 2, 4/6, 8 und 1–7 ungerade, Edisonstraße 6/8 und 10/12 sowie Karl-Drais-Straße 1/3/5 und 7/9/11, alle Sachgesamtheitsteile), Vorgärten, Gartenanlage (Gartendenkmal) und Brunnen als Einzeldenkmal (siehe 09203528); schlichte, jedoch anspruchsvoll gestaltete traditionalistische Wohnanlage mit platzartig akzentuiertem Mittelpunkt an der Peter-Mitterhofer-Straße, hier künstlerisch bedeutsame Brunnenanlage, Wohnbauten mit charakteristischen Putzzeichnungen über den Eingängen, bis auf die Zeilen an der Karl-Drais-Straße unverändert, baugeschichtlich und städtebaulich von Bedeutung | 09203527 |
| Weitere Bilder | Schildkrötenbrunnen im Zentrum der Siedlung (Einzeldenkmal der Sachgesamtheit 09203527) | Peter-Mitterhofer-Straße 2, 4, 6, 8 (vor) (Karte)                                                                                         | 1940–1943 | Zeitgleich mit der Siedlung entstandener Brunnen aus Kunststein, von künstlerischem Wert, baugeschichtlich und städtebaulich von Bedeutung | 09203528 |
|                | Mietvilla mit Garten und Einfriedung | Popowstraße 9a (Karte) | 2. Hälfte 1930er Jahre | Schlichter, jedoch anspruchsvoll gestalteter Mietsbau im Reformstil der Zeit nach 1920, innen weitestgehend original erhalten, großzügiges Treppenhaus, baugeschichtlich von Bedeutung | 09203500 |
|                | Mietshaus in Ecklage in offener Bebauung mit Einfriedung und Vorgarten | Robert-Blum-Straße 22 (Karte) | Um 1910 | Zeittypischer, anspruchsvoll gestalteter Putzbau von baugeschichtlicher Bedeutung, sehr guter Originalzustand | 09247729 |
| Weitere Bilder | Produktionsgebäude und Fabrikantenwohnhaus einer Fabrik (ehemals Drahtbürstenfabrik Bittrich & Simon) | Stelzendorfer Straße 13 (Karte) | 1904 (Fabrikantenwohnhaus); 1911/12 (nördliches Fabrikgebäude) | Ehemals hofumschließende Gesamtanlage, Produktionsgebäude mit qualitätvoller Klinkerfassade, neobarocke Gestaltungselemente, baugeschichtlich und industriegeschichtlich von Bedeutung Teilabriss des südlichen Fabrikgebäudes (Baujahr nach 1899) im August 2015. | 09203509 |
| Weitere Bilder | Siedlung Heimat (Sachgesamtheit) | Stelzendorfer Straße 31 bis 115 (ungerade); Langenbeckstraße 1–31; Pettenkoferstraße 1–60; Virchowstraße 1, 2, 3, 5, 7, 9, 11, 13 (Karte) | 1. Hälfte 1920er Jahre | Sachgesamtheit Siedlung Heimat: Kleinhaussiedlung mit Mehrfamilienwohnhäusern, Vorgärten, Nutzgärten und Kleintierställen (alle Bestandteile der Siedlung Sachgesamtheitsteile); bestes Beispiel für den Siedlungsbau der frühen 1920er Jahre in Chemnitz im Heimatstil, bemerkenswerte städtebauliche Anlage folgt „malerischen“ Gestaltungsprinzipien mit unregelmäßigen Platzbildungen und gebrochenen Straßenführungen, Komplex von beeindruckender Geschlossenheit, zahlreiche charakteristische Gartenhäuschen noch erhalten | 09203513 |
|                | Wohnhaus mit Terrasse in offener Bebauung | Stephensonstraße 6 (Karte) | Um 1935 | Zurückhaltender, jedoch anspruchsvoll gestalteter traditionalistischer Bau, außen und innen vollkommen original erhalten, Interieurs von bemerkenswerter Qualität, baugeschichtlich von Bedeutung | 09203436 |
|                | Wohnhaus | Walthergasse 2 (Karte) | 2. Drittel 19. Jahrhundert | Einfaches ländliches Wohnhaus, im Erdgeschoss Porphyrgewände, unter Schindelverkleidung Fachwerkkonstruktion im Obergeschoss, baugeschichtlich von Bedeutung | 09203492 |
|                | Wohnhaus mit Garten und Einfriedung | Wildenbruchstraße 5 (Karte) | Um 1925 | Markanter neoklassizistischer, streng gestalteter Bau in originalem Zustand, baugeschichtlich von Bedeutung | 09203435 |
|                | Villa Carl Hamel mit Garten und Resten der Einfriedung | Wildenbruchstraße 11 (vormals Bergweg 1) (Karte)                                                                                          | Um 1910 | Stattliches Wohnhaus, markantes Türmmotiv an der Schauseite mit kräftiger Gesimsgliederung, Reformstilbau der Zeit um 1910, baugeschichtlich von Bedeutung | 09203518 |
|                | Villa Simon mit Garten und Einfriedung | Zeppelinstraße 1 (Karte) | 1908 | Monumentaler Putzbau mit dekorativen Fachwerkelementen, im Reformstil der Zeit nach 1900, baugeschichtlich und ortsgeschichtlich von Bedeutung, Villa des Fabrikanten Friedrich Carl Simon | 09203437 |
|                | Wohnhaus in offener Bebauung mit Garten und Einfriedung | Zeppelinstraße 6 (Karte) | Um 1930 | Schlichter Wohnbau mit markantem Erkeranbau in Ziegel, ziegelgefasste Rundbogenfenster im Erdgeschoss, weitestgehend unverändert, baugeschichtlich von Bedeutung | 09203505 |
| Weitere Bilder | Mietshaus in geschlossener Bebauung konzipiert | Zwickauer Straße 178 (Karte) | Um 1910 | Anspruchsvoll gestalteter Etagenwohnbau mit geometrischer Fassadengliederung, im Reformstil der Zeit um 1910, baugeschichtlich von Bedeutung | 09203424 |
|                | Mietshaus in offener Bebauung | Zwickauer Straße 190 (Karte) | Um 1905 | Qualitätvoller Mietsbau, ländliche Formmotive (Fachwerkgiebel), aufwendig gestalteter Eckerker in prominenter Situation, baugeschichtlich von Bedeutung | 09203422 |
|                | Mietshaus in halboffener Bebauung | Zwickauer Straße 192 (Karte) | Um 1900 | Qualitätvoller gründerzeitlicher Mietsbau, in Chemnitz seltene seitliche Erschließung, innen und außen weitgehend original, baugeschichtlich von Bedeutung | 09203423 |
|                | Mietshaus in halboffener Bebauung | Zwickauer Straße 194 (Karte) | Um 1905 | Bemerkenswerter, besonders aufwendig gestalteter Etagenwohnbau mit reichen neobarocken Schmuckmotiven, baugeschichtlich von Bedeutung | 09203421 |
| Weitere Bilder | Doppelmietshaus in offener Bebauung | Zwickauer Straße 206, 208 (Karte) | Um 1905 | Aufwendig gestaltete Mietshausgruppe in städtebaulich wichtiger Situation gegenüber den Wanderer-Werken, Jugendstil-Formanklänge, baugeschichtlich von Bedeutung | 09203427 |
|                | Wohnhaus in offener Bebauung (ehemalige Apotheke von Schönau) | Zwickauer Straße 212 (Karte) | Um 1880 | Gründerzeitgebäude, schlichter Baukörper mit markanten dekorativen Details, baugeschichtlich von Bedeutung | 09203426 |
|                | Tankstelle | Zwickauer Straße 214 (Karte) | 1930er Jahre | Wertvolles Zeugnis aus der Frühzeit des Automobilverkehrs, sorgfältig gestaltet und unverändert erhalten, in markanter Schrägstellung zur Straße, technikgeschichtlich von Bedeutung | 09203425 |
|                | Straßenseitiges Kontor- und Werksgebäude sowie rückwärtiges Produktionsgebäude einer Fabrik (ehemals Firma J. S. Glaeser jr., nach 1949 Robotron) | Zwickauer Straße 219 (Karte) | 1830 (Hauptgebäude); 1927/1931 (rückwärtiges Produktionsgebäude); 1939 (Lagerhalle); 1939 (Portierhaus) | Zwei architektonisch bemerkenswerte Industriebauten unterschiedlicher Epochen, beide von klarer und zweckgerechter Gestaltung, von wirtschafts- und bauhistorischer Bedeutung | 09203420 |
| Weitere Bilder | Wanderer-Werke (Sachgesamtheit), vormals Winklhofer & Jaenicke | Zwickauer Straße 221, 223a, 223b, 225, 227 (Messeplatz 1) (Karte)                                                                         | 1895 (Verwaltungsgebäude 7); 1898 (Lager- und Bürogebäude 5d); 1912–1918 Gebäude 9 (Büromaschinenwerk); 1935–1938 Gebäude 4 und 8 (Buchungs- und Addiermaschinenwerk); 1956 Gebäude 23a, 23b, 23c (Prüfstände für Flugzeugmotoren); 1957 Gebäude 25 (große Fertigungshalle) | Sachgesamtheit Wanderer-Werke, mit folgenden Einzeldenkmalen (siehe 09302912): - Verwaltungsgebäude (Gebäude 7, Zwickauer Straße 223b) - Lager- und Bürogebäude (Gebäude 5d, Zwickauer Straße 227) - Büromaschinenwerk (Gebäude 9, Zwickauer Straße 221) mit Torpfeilern und Pforte sowie Einfriedung zur Straße - Maschinenhaus mit Schornstein (Gebäude 11, Zwickauer Straße 221) - Sozialgebäude (Gebäude 3, Zwickauer Straße 223a) - Buchungs- und Addiermaschinenbau mit sogenannten Schutztreppenhäusern einschließlich Granatabweisern (Gebäude 4, Zwickauer Straße 225) - südlich der Eisenbahnlinie (Ortsteil Kappel, Messeplatz 1) große Fertigungshalle (Gebäude 25) mit Flugmotorenprüfständen (Gebäude 23a, 23b, 23c) Ausgedehnte Produktionsanlage von herausragender Bedeutung, Sitz des für die industrielle Entwicklung in Chemnitz besonders wichtigen Fahrrad- und Maschinenherstellers „Wanderer“ (vormals Winklhofer und Jaenicke), einer der wenigen Komplexe, der die ursprüngliche Kompaktheit noch teilweise bewahrt hat, hochrangige Gebäude aus unterschiedlichen Entstehungsphasen bezeugen das schrittweise Wachstum der Anlage, als überaus wertvoll sind einzustufen die ältesten Gebäude des Werkes (Gebäude 5d, 6, 7 und 10, vor 2009 teilweise abgebrochen), das von der prominenten Architekturfirma Zapp und Basarke entworfene Büromaschinenwerk (Gebäude 9) mit dazugehörigem Kesselhaus, Maschinenhaus und Schornstein (Gebäude 11, vor 2009 teilweise abgebrochen) als „Herz“ der Produktionsstätte, der Buchungs- und Addiermaschinenbau (Gebäude 4 und 8, vor 2009 teilweise abgebrochen) des Architekten Wilhelm Kreis sowie die eindrucksvollen, in ihrer Art einmaligen Flugzeugmotorenprüfstände (vor 2009 teilweise abgebrochen), baugeschichtlich, industriegeschichtlich und ortsgeschichtlich von Bedeutung. | 09203235 |
| Weitere Bilder | Verwaltungsgebäude (Gebäude 7, Nr. 223b), Lager- und Bürogebäude (Gebäude 5d, Nr. 227), Büromaschinenwerk (Gebäude 9, Nr. 221) mit Torpfeilern und Pforte sowie Einfriedung zur Straße, Maschinenhaus mit Schornstein (Gebäude 11, Nr. 221), Sozialgebäude (Gebäude 3, Nr. 223a), Buchungs- und Addiermaschinenbau mit sogenannten Schutztreppenhäusern einschl. Granatabweisern (Gebäude 4, Nr. 225) sowie südlich der Eisenbahnlinie (OT Kappel, Messeplatz 1) große Fertigungshalle (Gebäude 25) mit Flugmotorenprüfständen (Gebäude 23a, 23b, 23c), Einzeldenkmale der Sachgesamtheit 09203235) | Zwickauer Straße 221, 223a, 223b, 225, 227 (Messeplatz 1) (Karte)                                                                         | 1898 (Lager- und Bürogebäude 5d); 1912–1918 Gebäude 9 (Büromaschinenwerk); 1935–1938 Gebäude 4 und 8 (Buchungs- und Addiermaschinenwerk); 1956 Gebäude 23a, 23b, 23c (Prüfstände für Flugzeugmotoren); 1957 Gebäude 25 (große Fertigungshalle)                              | Einzeldenkmale der Sachgesamtheit Wanderer-Werke; ausgedehnte Produktionsanlage von herausragender Bedeutung, Sitz des für die industrielle Entwicklung in Chemnitz besonders wichtigen Fahrrad- und Maschinenherstellers „Wanderer“ (vormals Winklhofer und Jaenicke), einer der wenigen Komplexe, der die ursprüngliche Kompaktheit noch teilweise bewahrt hat, hochrangige Gebäude aus unterschiedlichen Entstehungsphasen bezeugen das schrittweise Wachstum der Anlage, als überaus wertvoll sind einzustufen die ältesten Gebäude des Werkes (Gebäude 5d, 6, 7 und 10, vor 2009 teilweise abgebrochen), das von der prominenten Architekturfirma Zapp und Basarke entworfene Büromaschinenwerk (Gebäude 9) mit dazugehörigem Kesselhaus, Maschinenhaus und Schornstein (Gebäude 11, vor 2009 teilweise abgebrochen) als »Herz« der Produktionsstätte, der Buchungs- und Addiermaschinenbau (Gebäude 4 und 8, vor 2009 teilweise abgebrochen) des Architekten Wilhelm Kreis sowie die eindrucksvollen, in ihrer Art einmaligen Flugzeugmotorenprüfstände (vor 2009 teilweise abgebrochen), baugeschichtlich, industriegeschichtlich und ortsgeschichtlich von Bedeutung | 09302912 |
|                | Wohnhaus | Zwickauer Straße 231 (Karte) | 1. Hälfte 19. Jahrhundert | Wertvoller Rest einer ländlichen Bebauung im Industriegelände an der Zwickauer Straße, weitestgehend unverändert, sichtbare Fachwerkkonstruktion im Obergeschoss, baugeschichtlich von Bedeutung | 09203461 |
|                | Doppelmietshaus in geschlossener Bebauung | Zwickauer Straße 232, 234 (Karte) | Um 1890 | Straßenbildprägende, sechzehnachsige gründerzeitliche Gebäudefront, schlichte Klinkerfassade mit neogotischen Formmotiven, baugeschichtlich von Bedeutung | 09203418 |
|                | Wohnhaus mit Vorgarten | Zwickauer Straße 241 (Karte) | 2. Drittel 19. Jahrhundert | Einfaches, kleines, ländliches Wohnhaus, typisch für die Bebauung an der Ausfallstraße im Übergang vom Dorf zur Vorstadt, baugeschichtlich von Bedeutung | 09203458 |
|                | Mietshaus eines Doppelmietshauses in offener Bebauung | Zwickauer Straße 242 (Karte) | Um 1905 | Anspruchsvoll gestalteter, nahezu vollständig original erhaltener Mietsbau, ehemals mit zeitgenössischem Rückgebäude, baugeschichtlich von Bedeutung. Ehemals denkmalgeschützt war auch der Mietsbau mit der Nr. 244 (um 1905) und einem vollständig erhaltenen Ladeneinbau (um 1960). Das Rückgebäude im Hof von Nr. 242 wurde zwischen 2009 und 2016 abgerissen. | 09203459 |
| Weitere Bilder | Pfarrhaus und Pfarrgarten der Lutherkirche Schönau (Zwickauer Straße 257) | Zwickauer Straße 255 (Karte) | 1890 | Stattlicher Neorenaissancebau in gutem Erhaltungszustand, Ensemblewirkung mit der benachbarten Kirche, baugeschichtlich von Bedeutung | 09203495 |
| Weitere Bilder | Lutherkirche Chemnitz-Schönau mit Ausstattung und umgebender Grünanlage | Zwickauer Straße 257 (Karte) | 1885–1887 (Kirche) | Stattlicher Kirchenbau im Stil der norddeutschen Backstein-Neogotik, bau- und ortsgeschichtlich von Bedeutung | 09203460 |
| Weitere Bilder | Denkmal für die Gefallenen des Deutsch-Französischen Krieges und Denkmal für die Gefallenen des Ersten Weltkrieges | Zwickauer Straße 257 (Karte) | Nach 1871; nach 1918 | Künstlerisch und ortsgeschichtlich von Bedeutung | 09307416 |
|                | Wohnhaus | Zwickauer Straße 258 (Karte) | Bezeichnet mit 1842 | Stattlicher Wohnbau mit spätklassizistischen Gestaltungsdetails, nahezu unverändert, ähnlich gestaltet wie Nr. 270, baugeschichtlich von Bedeutung | 09203465 |
|                | Wohnhaus mit Vorgarten und Einfriedung | Zwickauer Straße 270 (Karte) | Bezeichnet mit 1838 | Stattlicher Wohnbau mit spätklassizistischen Gestaltungsdetails, nahezu unverändert, schöne Originaltür, ähnlich gestaltet wie Nr. 258, baugeschichtlich von Bedeutung | 09203463 |
|                | Doppelmietshaus (mit Edisonstraße 2) in halboffener Bebauung | Zwickauer Straße 283 (Karte) | Bezeichnet mit 1901 | Anspruchsvoll gestaltete Mietwohnbauten mit charakteristischen, als Stufengiebel ausgebildeten Dacherkern, siehe auch unter Edisonstraße 2, baugeschichtlich von Bedeutung | 09203469 |
| Weitere Bilder | Badeanstalt und angebautes Waschhaus mit Resten der originalen Innenausstattung | Zwickauer Straße 292 (Karte) | Um 1925 | Anspruchsvoll gestalteter Kommunalbau mit expressionistischen Formanklängen, im Eingangsbereich noch originale Kachelverkleidung und wertvolles Mobiliar aus der Bauzeit, baugeschichtlich und sozialgeschichtlich von Bedeutung | 09203468 |
| Weitere Bilder | Wohnhaus mit Garten | Zwickauer Straße 299 (Karte) | 1. Drittel 19. Jahrhundert | Typisches ländliches Wohnhaus in gutem Erhaltungszustand, sichtbare Fachwerkkonstruktion im Obergeschoss, baugeschichtlich von Bedeutung | 09203455 |
|                | Wohnhaus | Zwickauer Straße 323 (Karte) | 1. Drittel 19. Jahrhundert | Kleiner ländlicher Wohnbau, im Obergeschoss unter Verkleidung Fachwerkkonstruktion, hoch aufragendes Schopfwalmdach, baugeschichtlich von Bedeutung | 09203472 |
|                | Mietshaus in offener Bebauung mit Vorgarten und Rückgebäude | Zwickauer Straße 335 (Karte) | Bezeichnet mit 1885 | Einfacher, aber qualitätvoller vorstädtischer Mietsbau der Gründerzeit in sehr gutem Zustand, baugeschichtlich von Bedeutung | 09203447 |
|                | Wohnhaus | Zwickauer Straße 337 (Karte) | 2. Drittel 19. Jahrhundert | Einfacher, weitestgehend originaler ländlicher Wohnbau mit unter Verkleidung erhaltenem Fachwerk im Obergeschoss, baugeschichtlich von Bedeutung | 09203451 |
| Weitere Bilder | Mietshaus in offener Bebauung in Ecklage, mit Vorgarten entlang beider Straßen (ehemals Gemeindeamt und Sparkasse von Neustadt) | Zwickauer Straße 341 (Karte) | Um 1910 | Zurückhaltender Mietsbau mit markantem Eckerker, im Reformstil der Zeit um 1910, außen und innen weitestgehend original, baugeschichtlich von Bedeutung | 09203449 |
|                | Mietshaus in offener Bebauung | Zwickauer Straße 345 (Karte) | Um 1905 | Qualitätvoller Mietsbau, Bauschmuck in Jugendstil-Formen, beherrschend im Straßenbild, baugeschichtlich von Bedeutung | 09203457 |
|                | Villa mit Vorgarten | Zwickauer Straße 370 (Karte) | Ende 19. Jahrhundert | Repräsentativer gründerzeitlicher Wohnbau, bewegte Baugruppe, baugeschichtlich von Bedeutung | 09203456 |

## Ehemalige Denkmäler
| Bild                                    | Bezeichnung                                             | Lage                           | Datierung                  | Beschreibung | ID       |
| --------------------------------------- | ------------------------------------------------------- | ------------------------------ | -------------------------- | --- | -------- |
|                                         | Wohnhaus mit Garten                                     | Carl-Hertel-Straße 2 (Karte)   | 1. Viertel 19. Jahrhundert | Typisches, weitestgehend original erhaltenes Wohnhaus, wertvoll als Zeuge einer ländlich geprägten Bebauung, unter Putz vermutlich im Obergeschoss Fachwerkkonstruktion. 2015 abgerissen.            | 09203486 |
| Direkt Bild zu diesem Denkmal hochladen | Trikotagenfabrik Bernhard Lorenz                        | Carl-Hertel-Straße 4 (Karte)   |                            | Streichung aus der Denkmalliste 2010. Abgerissen 2011. |          |
| Direkt Bild zu diesem Denkmal hochladen | Wohnhaus und Gartenanlage                               | Carl-Hertel-Straße 5 (Karte)   |                            | Abgerissen zwischen 2006 und 2009, Streichung aus der Denkmalliste 2010 |          |
|                                         | Wohnhaus                                                | Carl-Hertel-Straße 7 (Karte)   | 2. Viertel 19. Jahrhundert | Einfacher, vollständig original erhaltener Wohnbau, wichtig für das Ortsbild in der Nähe der Kirche, baugeschichtlich von Bedeutung                                                                  | 09203487 |
| Weitere Bilder                          | Mietshaus in Ecklage, mit ehem. Gaststätte "Zum Hirsch" | Carl-Hertel-Straße 8 (Karte)   | Um 1910                    | Schlichter, aber qualitätvoller Mietsbau in markanter Ecksituation, nahezu unverändert. Im Mai 2020 abgerissen.                                                                                      | 09203485 |
| Direkt Bild zu diesem Denkmal hochladen | Schrankenwärterhaus und Schrankenanlage                 | Friedhofstraße (Karte)         |                            | Lage und Status des Schrankenwärterhauses unklar, möglicherweise jetzt unter Friedhofstraße 18 geführt. Schrankenanlage zwischen 2001 und 2006 abgerissen. Streichung aus der Denkmalliste vor 2010. |          |
| Weitere Bilder                          | Wohnhaus                                                | Friedhofstraße 14 (Karte)      | 3. Viertel 19. Jahrhundert | Kleines ländliches Wohnhaus, sichtbare Fachwerkkonstruktion im Obergeschoss, Beispiel für späte Verwendung dieser Konstruktionsweise, unverändert erhalten, baugeschichtlich von Bedeutung           | 09203479 |
|                                         | Einfamilienhaus mit Garten und Einfriedung              | Göbelstraße 2 (Karte)          | 1920er Jahre               | Qualitätvolles Einfamilienhaus im traditionalistischen Stil, interessant gestaltete Gartenfassade mit Terrassenvorbau, baugeschichtlich von Bedeutung, baugeschichtlich von Bedeutung                | 09303183 |
|                                         | Mietshaus und Vorgarten                                 | Stelzendorfer Straße 7 (Karte) |                            | Erhalten, Streichung aus der Denkmalliste 2010 |          |
| Direkt Bild zu diesem Denkmal hochladen | Brücke                                                  | Stelzendorfer Straße (Karte)   |                            | Zwischen 2001 und 2006 abgerissen, Streichung aus der Denkmalliste vor 2010 |          |
| Direkt Bild zu diesem Denkmal hochladen | Wohnhaus und Vorgarten                                  | Zwickauer Straße 217 (Karte)   | ca. 1830                   | Abgerissen zwischen 2009 und 2012, Streichung aus der Denkmalliste vor 2010 |          |
| Weitere Bilder                          | Wohnhaus                                                | Zwickauer Straße 237 (Karte)   |                            | Erhalten, Streichung aus der Denkmalliste vor 2010 |          |
|                                         | Mietshaus in offener Bebauung mit Vorgarten             | Zwickauer Straße 265 (Karte)   | Um 1905                    | Qualitätvoller Mietsbau, weitestgehend original, markanter Dacherker wirksam im Straßenbild. Im April 2015 von der Stadt Chemnitz abgerissen.                                                        | 09203466 |
| Direkt Bild zu diesem Denkmal hochladen | Wohnhaus mit Garten                                     | Zwickauer Straße 272 (Karte)   | 1. Drittel 19. Jahrhundert | Großes ländliches Wohnhaus mit mächtigem Krüppelwalmdach und zwei Dachhechten, unter Verkleidung Fachwerk im Obergeschoss, markante Querstellung zum Straßenverlauf. 2014 abgerissen.                | 09203467 |
| Direkt Bild zu diesem Denkmal hochladen | Wohnhaus mit Vorgarten                                  | Zwickauer Straße 303 (Karte)   | 2. Drittel 19. Jahrhundert | Stattlicher, ganz in Porphyr gemauerter, ländlicher Wohnbau in markanter Querstellung zum Straßenverlauf, weitestgehend unverändert. Zwischen 2011 und 2014 abgerissen.                              | 09203470 |
|                                         | Mietshaus, Vorgarten und Einfriedung                    | Zwickauer Straße 325 (Karte)   |                            | Erhalten, Streichung aus der Denkmalliste vor 2010 |          |
| Direkt Bild zu diesem Denkmal hochladen | Mietshaus und Schule                                    | Zwickauer Straße 343 (Karte)   |                            | Abgerissen zwischen 2006 und 2009, Streichung aus der Denkmalliste vor 2010 |          |
|                                         | Wohnhaus                                                | Zwickauer Straße 346 (Karte)   |                            | Erhalten, Streichung aus der Denkmalliste 2010 |          |
|                                         | Wohnhaus                                                | Zwickauer Straße 350 (Karte)   |                            | Erhalten, Streichung aus der Denkmalliste vor 2010 |          |
|                                         | Wohnhaus und Vorgarten                                  | Zwickauer Straße 364 (Karte)   |                            | Erhalten, Streichung aus der Denkmalliste vor 2010 |          |

## Tabellenlegende
- Bild: Bild des Kulturdenkmals, ggf. zusätzlich mit einem Link zu weiteren Fotos des Kulturdenkmals im Medienarchiv Wikimedia Commons. Wenn man auf das Kamerasymbol klickt, können Fotos zu Kulturdenkmalen aus dieser Liste hochgeladen werden:
- Bezeichnung: Denkmalgeschützte Objekte und ggf. Bauwerksname des Kulturdenkmals
- Lage: Straßenname und Hausnummer oder Flurstücknummer des Kulturdenkmals. Die Grundsortierung der Liste erfolgt nach dieser Adresse. Der Link (Karte) führt zu verschiedenen Kartendiensten mit der Position des Kulturdenkmals. Fehlt dieser Link, wurden die Koordinaten noch nicht eingetragen. Sind diese bekannt, können sie über ein Tool mit einer Kartenansicht einfach nachgetragen werden. In dieser Kartenansicht sind Kulturdenkmale ohne Koordinaten mit einem roten bzw. orangen Marker dargestellt und können durch Verschieben auf die richtige Position in der Karte mit Koordinaten versehen werden. Kulturdenkmale ohne Bild sind an einem blauen bzw. roten Marker erkennbar.
- Datierung: Baubeginn, Fertigstellung, Datum der Erstnennung oder grobe zeitliche Einordnung entsprechend des Eintrags in der sächsischen Denkmaldatenbank
- Beschreibung: Kurzcharakteristik des Kulturdenkmals entsprechend des Eintrags in der sächsischen Denkmaldatenbank, ggf. ergänzt durch die dort nur selten veröffentlichten Erfassungstexte oder zusätzliche Informationen
- ID: Vom Landesamt für Denkmalpflege Sachsen vergebene, das Kulturdenkmal eindeutig identifizierende Objekt-Nummer. Der Link führt zum PDF-Denkmaldokument des Landesamtes für Denkmalpflege Sachsen. Bei ehemaligen Kulturdenkmalen können die Objektnummern unbekannt sein und deshalb fehlen bzw. die Links von aus der Datenbank entfernten Objektnummern ins Leere führen. Ein ggf. vorhandenes Icon  führt zu den Angaben des Kulturdenkmals bei Wikidata.

## Ausführliche Denkmaltexte
1. ↑  Schildkrötenbrunnen in der Peter-Mitterhofer-Straße:

Als gestalterischer Mittelpunkt ziert der Schildkrötenbrunnen des im Auftrag der Wanderer-Werke tätigen Plastikers und Graphikers Heinrich Brenner eine zentral innerhalb der in den 1930er Jahren errichteten Werkssiedlung gelegene, dreiseitig von Gebäuden umschlossene Grünfläche. Dieser setzt sich zusammen aus einem gegenüber der Umgebung um ein bis zwei Stufen leicht erhöhten, oktogonalen Brunnenbecken und einer plastischen Gruppe, die auf einem am Beckenrand stehenden, rechteckigen Postament den Brunnen gleichsam bekrönt. Sie zeigt ein nacktes Kleinkind auf dem Panzer einer Schildkröte reitend, aus deren Maul sich strahlenförmig das Wasser in das Becken ergießt. Neugierig beugt sich das Kind vornüber und blickt über den Kopf der Schildkröte hinweg in das Brunnenbecken. Die Seitenflächen des Beckens gestaltete Brenner als rechteckige Platten mit mittig aufgebrachtem Blumenornament; die Kanten akzentuierte er durch stilisierte, beinah vollplastisch ausgeführte Tierdarstellungen, die mit ihren weit geöffneten Mäulern an Wasserspeier erinnern. Die verspielte Thematik des Schildkrötenbrunnens entspricht dem Zweck der Anlage als Naherholungsraum für die Bewohner. In seiner folkloristische Züge tragenden, zur Vereinfachung neigenden Darstellungsweise fügt sich der Brunnen nicht nur bruchlos in die traditionalistische Architektur der Werkssiedlung ein, sondern entfaltet erst im Zusammenspiel mit dieser seine gestalterische Kraft vollends. Damit setzt sich eine Tradition der Kunst am Bau fort, die ihren Anfang in den Ideen des Deutschen Werkbundes fand. Der Schildkrötenbrunnen, eines der wenigen öffentlich erfahrbaren Werke des vor allem zwischen den beiden Weltkriegen in Chemnitz tätigen Bildhauers Heinrich Brenner, ist aufgrund seiner hohen gestalterischen Qualität von künstlerischer Bedeutung.